# Camponotus mississippiensis
Camponotus mississippiensis är en myrart som beskrevs av Smith 1923. Camponotus mississippiensis ingår i släktet hästmyror, och familjen myror. Inga underarter finns listade.

## Bildgalleri

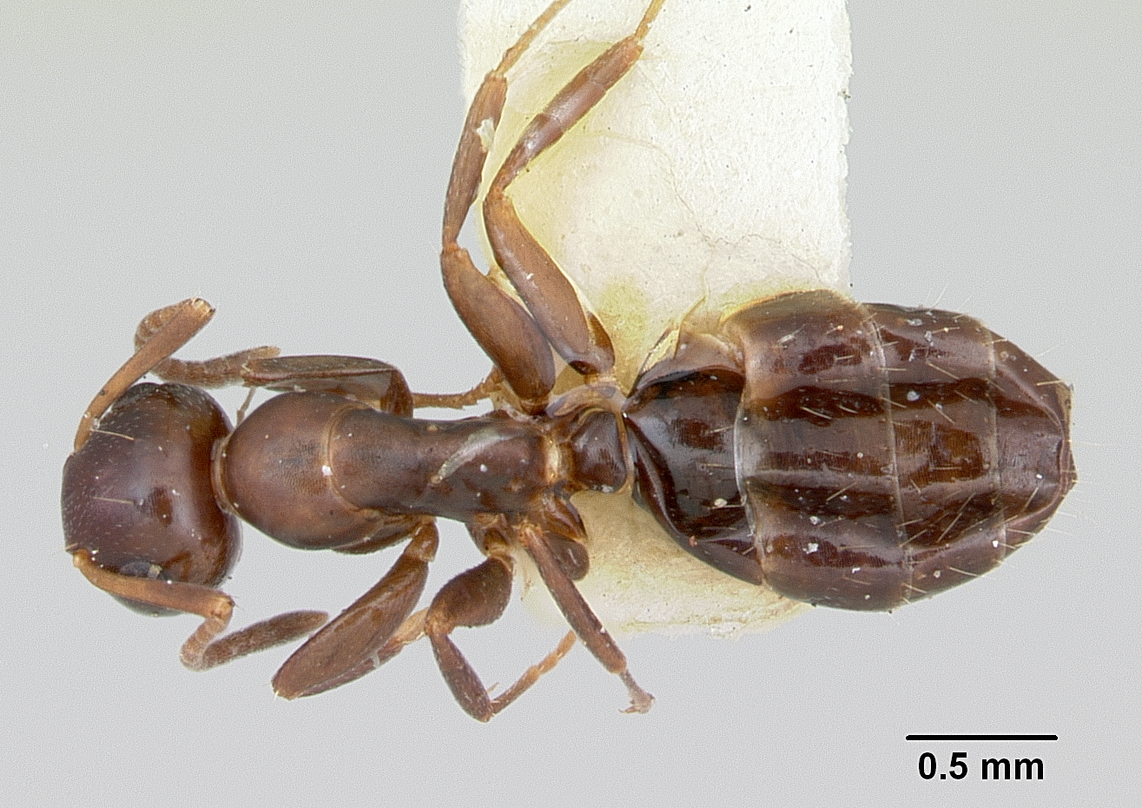
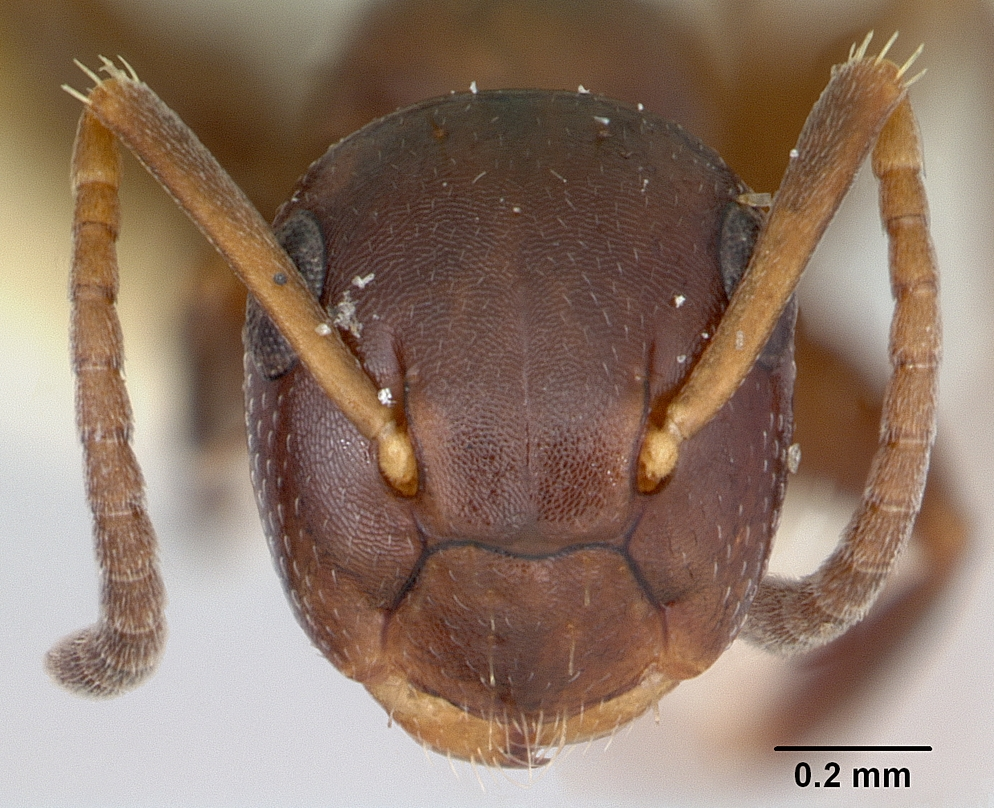
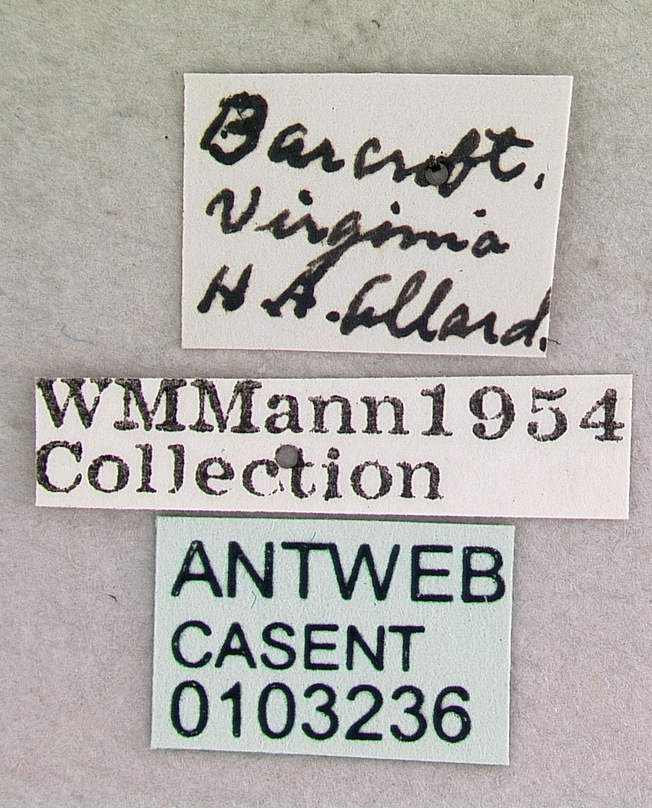
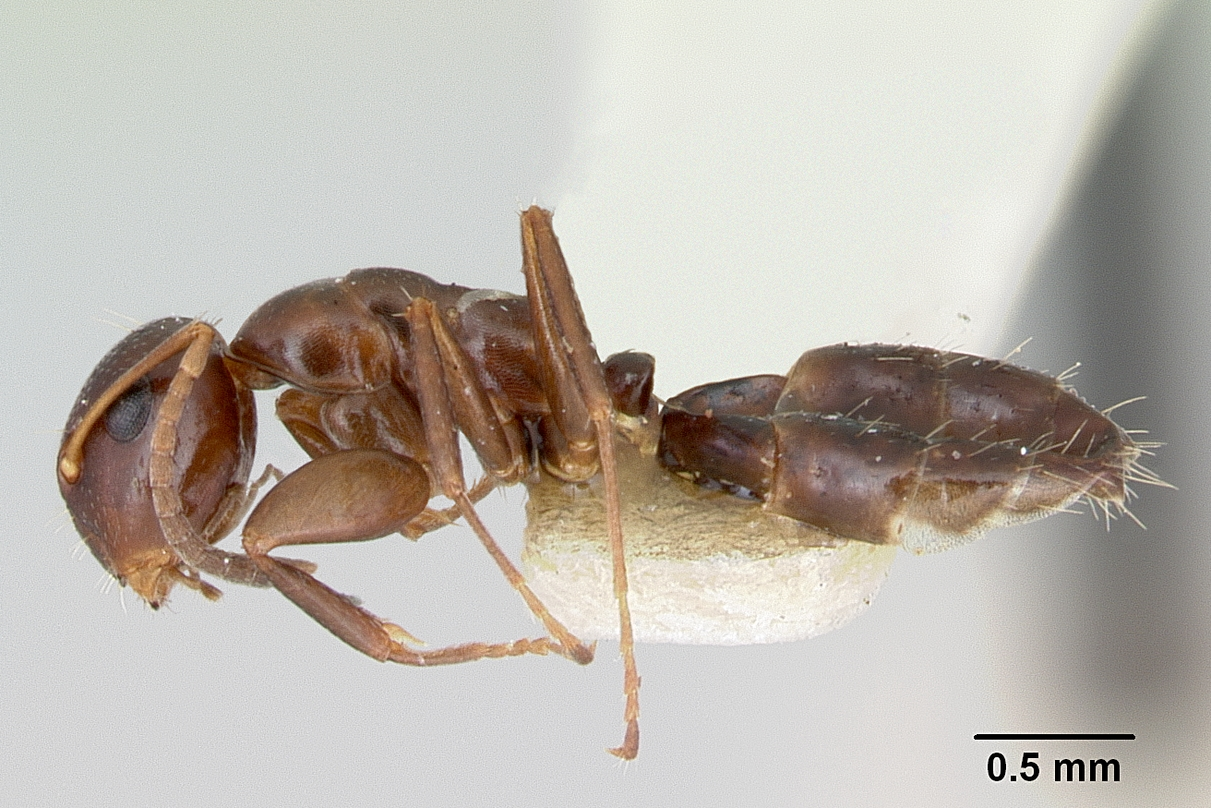
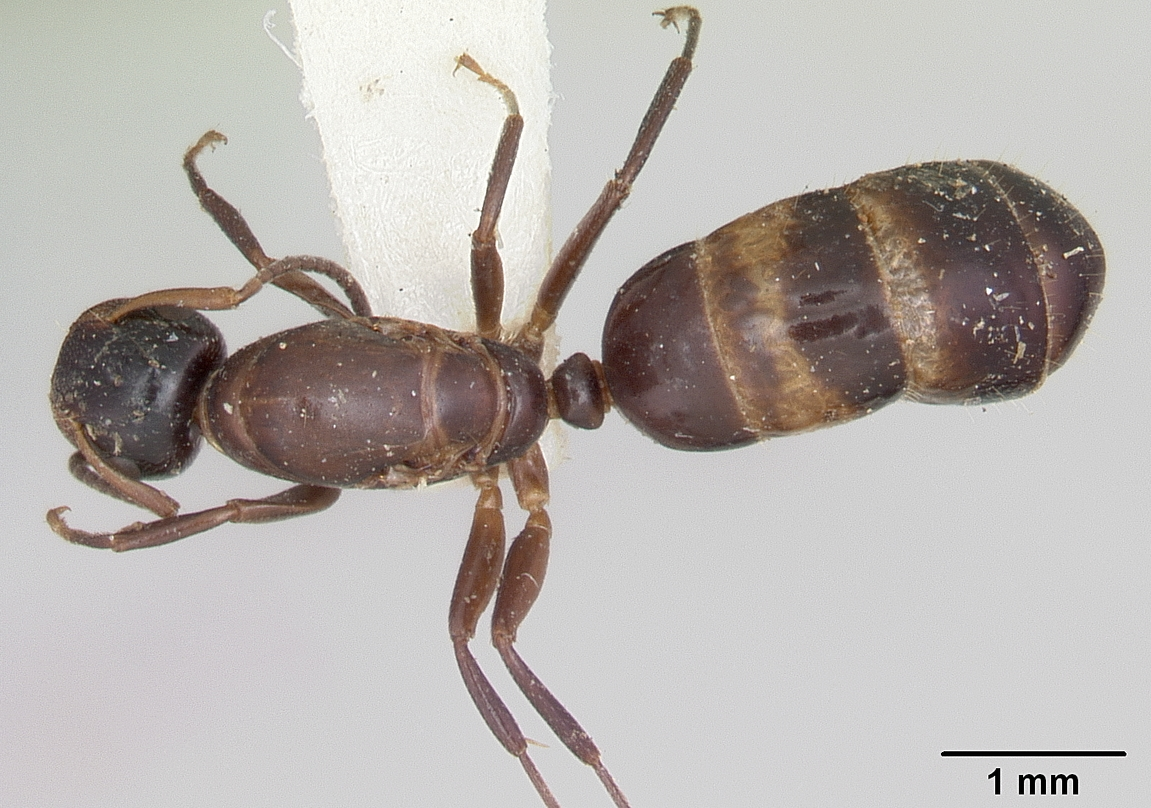
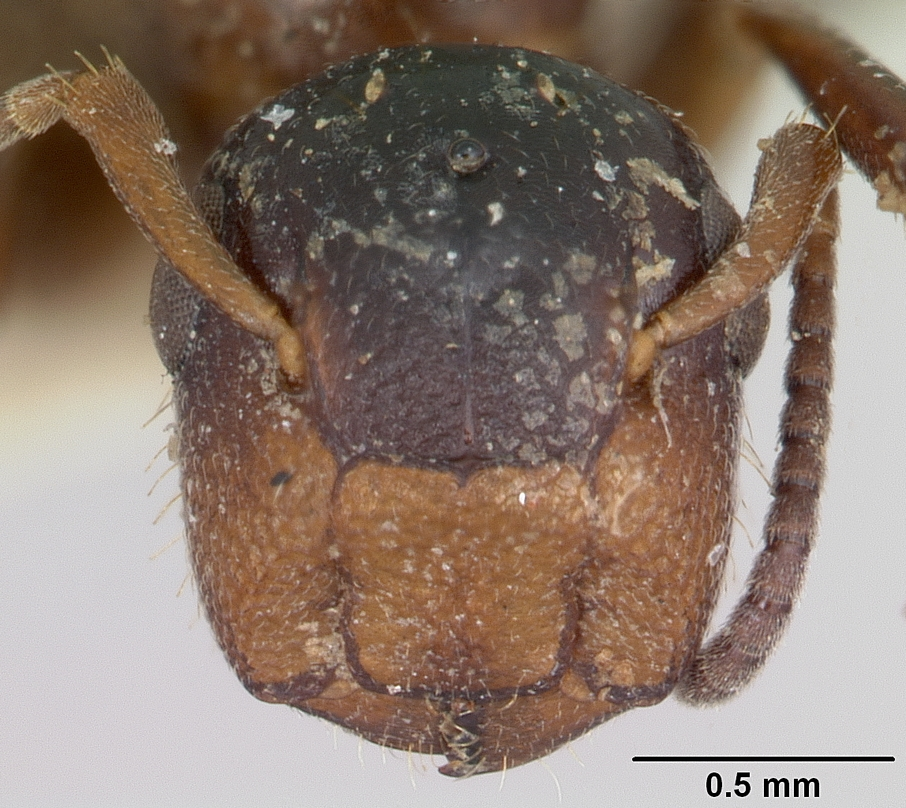